# Uwe Beckmeyer

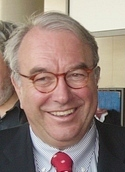
Uwe Beckmeyer

Uwe Karl Beckmeyer (* 26. März 1949 in Bremerhaven) ist ein deutscher Politiker (SPD). Von 1987 bis 1991 war er Senator für Wirtschaft und Außenhandel, von 1991 bis 1995 Senator für Häfen, Schifffahrt und Außenhandel sowie Senator für Bundesangelegenheiten und von 1995 bis 1999 Senator für Häfen, überregionalen Verkehr und Außenhandel sowie Senator für Arbeit der Freien Hansestadt Bremen. Von 2006 bis 2010 war er Landesvorsitzender der SPD Bremen. Er war von 2013 bis 2018 Parlamentarischer Staatssekretär beim Bundesministerium für Wirtschaft und Energie.

## Biografie

### Ausbildung und Beruf
Nach dem Abitur im Jahr 1968 am Wirtschaftsgymnasium absolvierte Beckmeyer ein Studium für das Lehramt an Grund- und Haupt- und Realschulen, welches er mit dem ersten und nach Ableistung des Referendariats auch mit dem zweiten Staatsexamen beendete. Bis 1975 war er als Lehrer in Bremerhaven tätig. Er ist verheiratet und hat einen Sohn.

### Politik
Beckmeyer ist seit dem Jahr 1969 Mitglied der SPD und war in den Jahren 1972 bis 1987 Vorsitzender des SPD-Unterbezirks Bremerhaven. Am 25. März 2006 wurde er zum Landesvorsitzenden der SPD in Bremen gewählt. Im Jahr 2010 gab er den Vorsitz an Andreas Bovenschulte ab.

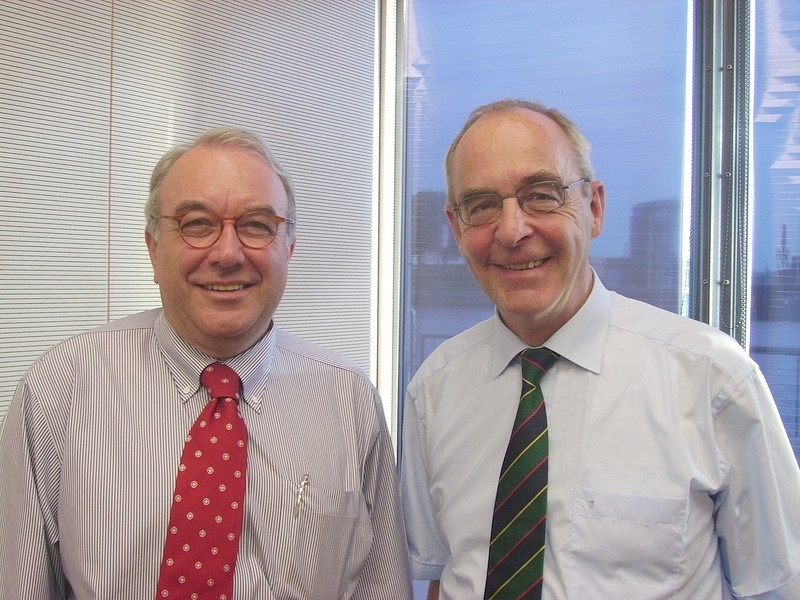
Die bremischen SPD-Abgeordneten Beckmeyer und Volker Kröning

Von 1975 bis 1987 sowie von 1999 bis 2002 gehörte Beckmeyer der Bremischen Bürgerschaft an. Hier war er von 1979 bis 1987 stellvertretender Vorsitzender der SPD-Fraktion.
In den Jahren 2002 bis 2017 war er Mitglied des Deutschen Bundestages. Hier war er ab Oktober 2004 Sprecher der Arbeitsgruppe Verkehr, Bau- und Wohnungswesen bzw. seit November 2005 Verkehr, Bau und Stadtentwicklung der SPD-Bundestagsfraktion. Von Dezember 2005 bis zur Neukonstituierung nach der Bundestagswahl 2009 gehörte er außerdem dem Fraktionsvorstand an. Beckmeyer zog stets als direkt gewählter Abgeordneter des Wahlkreises Bremen II – Bremerhaven in den Bundestag ein. Bei der Bundestagswahl 2005 erreichte er hier 54,5 % der Erststimmen. Seit 2009 ist er Lotse der SPD-Küstengang.
Am 15. Oktober 1987 wurde Beckmeyer als Senator für Wirtschaft, Technologie und Außenhandel in den von Senatspräsident Klaus Wedemeier (SPD) geführten Senat der Freien Hansestadt Bremen berufen. Nach der Bürgerschaftswahl 1991 wurde er am 11. Dezember 1991 Senator für Häfen, Schifffahrt und Außenhandel und gleichzeitig als Senator für Bundesangelegenheiten Bevollmächtigter beim Bund. Mit dem Amtsantritt von Henning Scherf (SPD) als neuer Bürgermeister und Senatspräsident wurde Beckmeyer am 4. Juli 1995 zum Senator für Häfen, überregionalen Verkehr und Außenhandel sowie zum Senator für Arbeit gewählt. Nach der Bürgerschaftswahl 1999 schied er am 7. Juli 1999 aus dem Amt.
Im Dezember 2013 wurde Beckmeyer Parlamentarischer Staatssekretär beim Bundesminister für Wirtschaft und Energie Sigmar Gabriel (SPD) im Kabinett Merkel III und Maritimer Koordinator der Bundesregierung. Diese Ämter bekleidete er bis April 2018.
Im Juni 2016 gab Uwe Beckmeyer bekannt, dass er bei der Bundestagswahl 2017 nicht erneut für den Deutschen Bundestag kandidieren wird.

### Weitere Ämter und Mitgliedschaften
Beckmeyer war bis Ende 2013 Councilmitglied bei der Grontmij-Gruppe, einer niederländischen Planungs- und Ingenieursgesellschaft. Er war zudem bis Ende 2013 Mitglied des Aufsichtsrates der Bremer Lagerhaus-Gesellschaft. Bei der Deutschen Bahn war er bis Ende April 2018 Mitglied im Aufsichtsrat. Sein Mandat legte er nieder, da er seine Position als Parlamentarischer Staatssekretär verließ. Seit 2019 ist er zudem Honorarkonsul der Republik Namibia, nachdem er im Juli des vorigen Jahres von der Botschaft Namibias gebeten wurde dieses Amt zu übernehmen.